# Telipogon vollesii
Telipogon vollesii är en orkidéart som beskrevs av Dodson och Rodrigo Escobar. Telipogon vollesii ingår i släktet Telipogon och familjen orkidéer. Inga underarter finns listade i Catalogue of Life.